# یه چیز دیگه (فیلم ۲۰۰۵)
یه چیز دیگه (به انگلیسی: One Last Thing) فیلمی محصول سال ۲۰۰۵ و به کارگردانی الکس استریمارک است. در این فیلم بازیگرانی همچون مایکل آنگارانو، سینتیا نیکسون، سانی میبری، جینا گرشان، جانی مسنر، وایکلف ژان و ایثن هاک ایفای نقش کرده‌اند.